# لعمامرة لكواسم (بوسكورة)
لعمامرة لكواسم هي إحدى مشيخات المملكة المغربية، تتبع جغرافيا لإقليم النواصر وإداريًا لبوسكورة. يقدر عدد سكانها بـ 4993 نسمة حسب الإحصاء الرسمي للسكان والسكنى لسنة 2004.